# Danganronpa: Trigger Happy Havoc
Danganronpa: Trigger Happy Havoc (яп. ダンガンロンパ 希望の学園と絶望の高校生, данґанромпа: кібо: но ґакуен то дзецубо: но ко:ко:сеі, Danganronpa: Kibō no Gakuen to Zetsubō no Kōkōsei, неоф. укр. «Данґанромпа: Навчальний заклад надії та старшокласники розпачу») — японська пригодницька візуальна новела 2010 року, розроблена компанією Spike для PlayStation Portable. Перша у серії відеоігор Danganronpa. Сюжет відеогри обертається довкола розгадок вбивств, які здійснюють учні всередині стін старшої школи.[⇨] За відеогрою студією Lerche створений телевізійних аніме-серіал, який транслювався з 5 липня до 27 вересня 2013 року.[⇨] На основі оригінального сюжету вийшли дві манґа-адаптації — перша була створена за мотивами відеогри і виходила у 2010—2013 роках, друга — манґа Такаші Цукімі за аніме-серіалом, яка видавалася видавництвом Kadokawa Shoten у журналі Shōnen Ace з травня 2013 до вересня 2014 року.[⇨] Відеогра отримала переважно позитивні відгуки критиків.[⇨]

## Ігровий процес
Протагоністом Danganronpa: Trigger Happy Havoc виступає Макото Наеґі, учень найпрестижнішої в країні старшої школи, академії Кібоґаміне, якому разом із 15 своїми однолітками дається жахливий вибір — або провести решту свого життя ізольованими в стінах школи, або вбити когось зі своїх однокласників і бути звільненим. Протягом розвитку сюжету відбувається низка вбивств, які головний герой і повинен розгадати. Ігровий процес нагадує серію детективних відеоігор Ace Attorney й зосереджений довкола розслідувань вбивств та знаходження суперечностей, хоча і з акцентом на швидший геймплей. Сюжет має неочікувані повороти, яскравих персонажів, загадкові вбивства та ігри на логіку, а доповнює картину цього головний злодій гри — роботизована іграшка-ведмідь Монокума.
Головними особливостями відеогри є детективна складова та судові процеси, проте вона також містить у собі елементи ритмічних відеоігор та шутерів. Після того, як хтось скоює вбивство, Макото має змогу зайнятися пошуком зачіпок, досліджуючи сцену вбивства, інші локації та розмовляючи зі своїми однокласниками. Збережені зачіпки називаються «душами слів» (яп. コトダマ, котодама, англ. Word Bullet). Після завершення етапу розслідування починається суд. Під час суду гравець бере участь у декількох режимах взаємодії з іншими персонажами та викладу власних міркувань зі справи. Зокрема в одному з них він повинен шукати суперечності в словах інших учнів, «вистрілюючи» по суперечливих репліках зібраними «душами слів». У разі успішного викриття вбивці суд завершується стратою злочинця, втім, якщо цього зробити не вдається, то порушник успішно «випускається» з навчального закладу, а решта учнів, включно з Макото, страчуються Монокумою.
У проміжках між вбивствами у гравця є вільний час, який він має змогу проводити, досліджуючи школу та спілкуючись з кимось із персонажів для кращого їхнього розуміння. Головний герой може поліпшувати відносини з вибраними персонажами, даруючи їм подарунки, натомість вони можуть розкрити деталі зі свого минулого.

## Сюжет
Академія Кібоґаміне (яп. 希望ヶ峰学園, Кібоґаміне ґакуен, укр. «навчальний заклад вершини надії») — найпрестижніша старша школа Японії, у якій навчаються лише найобдарованіші учні — майбутнє та надія світу. Поширена навіть думка, що тим, хто був прийнятий до Кібоґаміне, гарантоване успішне життя. У Кібоґаміне взагалі відсутній вступний екзамен, тому звичайний учень нездатний потрапити до академії, просто здавши його. Навчальний заклад сам обирає учнів, єдина вимога до яких — володіти унікальним талантом, бути найкращим у своїй сфері діяльності. Такі учні мають талант «найвищого рівня старшої школи» (яп. 超高校級, чьо:-ко:ко:-кю:) і носять відповідні їм титули.
Одним із тих, хто отримав запрошення до академії несподівано став Макото Наеґі, абсолютно звичайний підліток. В отриманому запрошенні хлопець з'ясовує, що був вибраний винятково завдяки виграшу в лотереї, за що отримує титул «„Щастя“ найвищого рівня старшої школи» (яп. 超高校級の「幸運」, чьо:-ко:ко:-кю: но «Ко:ун»). Попри сумніви, Макото вирішує погодитися на запрошення і в перший день навчання приходить у свою нову старшу школу.
Лише переступивши шкільний поріг, Макото, як йому здається, втрачає свідомість і незабаром приходить до тями вже в класі всередині академії. Хлопець з'ясовує, що вікна школи суцільно покриті товстими металевими плитами, а в кожному приміщені встановлені камери та монітори. Досліджуючи академію, головний герой натрапляє на 14 інших учнів Кібоґаміне, які, як і він, лише вступили до старшої школи й так само втратили свідомість відразу після входу в академію. Після загадкового оголошення учні зустрічають у спортзалі школи роботизовану іграшку-ведмедя на ім'я Монокума.
Монокума оголошує перед враженими вступниками, що ті з цього моменту будуть змушені назавжди залишитися жити всередині Кібоґаміне. Втім, він зазначає, що існує один спосіб покинути академію — вбити когось зі своїх нових однокласників. Після того, як відбувається вбивство, дається певний час на його розслідування, опісля чого починається «класний суд» (яп. 学級裁判, ґакю: саібан). На суді учні повинні з'ясувати обставини вбивства, виявити вбивцю і проголосувати за того, кого вони вважають винним. Якщо вони голосують вірно, Монокума страчує вбивцю, а решта продовжує жити своїм життям всередині школи. Проте якщо ж більшість віддасть свої голоси за невірну особу, справжній вбивця «випускається» зі школи, а на усіх решта очікує страта.
У міру розвитку подій учні починають своє нове життя всередині Кібоґаміне, встановлюють зв'язки один з одним, намагаються знайти альтернативний вихід зі школи і відшукати будь-які зачіпки стосовно особистості свого ув'язнювача та подій, що передували їхньому потраплянню до школи. Поступово Монокума надає все нові мотиви для вбивства, що штовхає деяких з учнів на здійснення вбивств. Також з'ясовується особистість 16-ї учениці навчального закладу — Мукуро Ікусаби.
Зрештою на останньому, шостому, «класному суді» викривається справжня особистість людини, яка контролювала Монокуму, — Джюнко Еношіми, та з'ясовується значна частина обставин довкола ув'язнення учнів. Стає відомо, що усі 16 учнів (включно з Джюнко та її сестрою Мукуро) потрапили до школи ще за два роки до початку смертельної гри й навчалися разом в одному класі, проте після низки катастрофічних для академії та світу подій, що сталися рік потому, добровільно назавжди ізолювали себе від зовнішнього світу всередині школи та погодилися на стирання власних спогадів. Попри відкриту правду, уцілілі учні не втрачають надію і все одно вирішують покинути академію. Джюнко приймає їхню перемогу і страчує себе.

## Персонажі
Макото Наеґі (яп. 苗木 誠, Наеґі Макото)
Сейю: Меґумі Оґата
Титул: «„Щастя“ найвищого рівня старшої школи» (яп. 超高校級の「幸運」, чьо:-ко:ко:-кю: но «Ко:ун»)

Головний герой, абсолютно звичайний учень. Потрапив до академії Кібоґаміне лише завдяки виграшу в лотереї. Часто невпевнений у собі, дуже довірливий та дещо наївний, чим інколи користуються інші люди. У п'ятій справі через неприємності, які Кьоко створює своїми розслідуваннями, Монокума намагається її підставити та виставити виною у вбивстві Мукуро, вбитої насправді самим Монокумою. Підозри подають на Макото і Кьоко. Якщо Макото вирішує захищати Кьоко, то учні голосують за нього і Монокума, визнаючи Наеґі винним, відправляє його на страту, де Макото в останній момент несподівано рятує Альтер Его. Під час останнього, шостого, суду Кьоко дає йому новий титул — «„Надія“ найвищого рівня старшої школи» (яп. 超高校級の「希望」, чьо:-ко:ко:-кю: но «Кібо:»). Один з уцілілих учнів, які перемогли на останньому суді.
Монокума (яп. モノクマ)
Сейю: Нобуйо Ояма
Роботизована м'яка іграшка, якою керують віддалено. Під час останнього суду з'ясовується справжня особистість людини, яка контролювала Монокуму — справжньої Джюнко Еношіми. Попри те, що Джюнко помирає, після того, як уцілілі учні полишають школу, видно, що Монокума продовжує працювати.
Кьоко Кіріґірі (яп. 霧切 響子, Кіріґірі Кьо:ко)
Сейю: Хікаса Йоко
Титул: «„Детектив“ найвищого рівня старшої школи» (яп. 超高校級の「探偵」, чьо:-ко:ко:-кю: но «Тантеі»), спочатку як «„???“ найвищого рівня старшої школи» (яп. 超高校級の「???」, чьо:-ко:ко:-кю: но «???»)

Початково загадкова дівчина, про яку нічого невідомо. Вона намагається приховувати свої емоції та небагато розмовляє, проте володіє твердим і рішучим характером. Пізніше розповідає Макото, що через втрату пам'яті їй самій не відомі ні її талант, ні ціль, з якою вона перебуває в школі. Згодом з'ясовується, що вона працювала детективом і вступила в Кібоґаміне, щоб знайти батька, який покинув їхню сім'ю і відмовився від родинної справи. У п'ятій справі через неприємності, які Кьоко створює своїми розслідуваннями, Монокума намагається її підставити та виставити виною у вбивстві Мукуро. Підозри подають на Макото і Кьоко. Якщо Макото вибирає варіант спростування алібі Кьоко, гравець отримує погану кінцівку — учні голосують за Кьоко і Монокума, визнаючи Кіріґірі винною, страчує її, решту ж свого життя уцілілі учні безтурботно живуть всередині школи. Одна з уцілілих учнів, які перемогли на останньому суді.
Бякуя Тоґамі (яп. 十神 白夜, Тоґамі Бякуя)
Сейю: Акіра Ішіда
Титул: «„Син знатної сім'ї“ найвищого рівня старшої школи» (яп. 超高校級の「御曹司」, чьо:-ко:ко:-кю: но «Ондзо:ші»)

Надзвичайно багатий та талановитий у багатьох сферах учень. Дуже самовпевнений, цинічний та зарозумілий. Намагається за можливості триматися осторонь від інших учнів і займатися розслідуваннями самостійно. Став свідком вбивства Чіхоро, яке здійснив Мондо, проте не розповів решті однокласників правду, а намагався заплутати справу, виставивши вбивцею приховану другу особистість Токо Фукави — Геноцидер Шьо, щоб, як він заявив, зробити справу цікавішою. Один з уцілілих учнів, які перемогли на останньому суді.
Токо Фукава (яп. 腐川 冬子, Фукава То:ко) та Геноцидер Шьо (яп. ジェノサイダー翔, Дженосаіда: Шьо:)
Сейю: Міюкі Савашіро
Титул: «„Літературна дівчина“ найвищого рівня старшої школи» (яп. 超高校級の「文学少女」, чьо:-ко:ко:-кю: но «Бунґаку Шьоджьо») / «„Вбивця“ найвищого рівня старшої школи» (яп. 超高校級の「殺人者」, чьо:-ко:ко:-кю: но «Сацуджіншя»)

Успішна юна письменниця. Здобула безліч літературних нагород, а її роботи завжди були надзвичайно успішними. Пише в жанрі романтики, хоча сама справжніх романтичних стосунків ніколи не мала. Часто говорить грубощі та очікує на аналогічне ставлення до себе від інших. Страждає від роздвоєння особистості. Її перша особистість — депресивна, замкнена в собі та закомплексована дівчина, друга — весела серійна вбивця молодих хлопців. Згодом закохується в Бякую і постійно слідує за ним, хоча й той не відповідає їй взаємністю та всіляко знущається з неї. Одна з уцілілих учнів, які перемогли на останньому суді.
Аой Асахіна (яп. 朝日奈 葵, Асахіна Аоі)
Сейю: Чіва Сайто
Титул: «„Плавчиня“ найвищого рівня старшої школи» (яп. 超高校級の「スイマー」, чьо:-ко:ко:-кю: но «Суіма:»)

Плавчиня. Життєрадісна, любить займатися спортом, ласувати пончиками та протеїновими коктейлями. Не дуже кмітлива, у розслідуваннях зазвичай покладається на інших. Сильно здружилася із Сакурою і після смерті останньої з відчаю намагалася приховати факт її самогубства, що таким чином означало б страту усіх учнів включно з нею. Одна з уцілілих учнів, які перемогли на останньому суді.
Ясухіро Хаґакуре (яп. 葉隠 康比呂, Хаґакуре Ясухіро)
Сейю: Масая Мацукадзе
Титул: «„Віщун“ найвищого рівня старшої школи» (яп. 超高校級の「占い師」, чьо:-ко:ко:-кю: но «Уранаіші»)

Попри свій титул, ймовірність справдження його прогнозів досить низька. Часто говорить нісенітниці, тому решта учнів вважають його досить дурним. Один з уцілілих учнів, які перемогли на останньому суді.
Саяка Майдзоно (яп. 舞園 さやか, Маідзоно Саяка)
Сейю: Макіко Охмото
Титул: «„Ідол“ найвищого рівня старшої школи» (яп. 超高校級の「アイドル」, чьо:-ко:ко:-кю: но «Аідору»)

Учасниця поп-ідол гурту. Однокласниця Макото в молодшій школі. Після ув'язнення Монокумою в стінах школи сильно переймалася за своїх друзів із гурту і свою майбутню кар'єру. Намагалася вбити Леона і виставити вбивцею Макото, проте сама була вбита Леоном. Попри свої початкові наміри, перед смертю залишила важливий доказ, який вказував на особистість її вбивці й невинність Макото.
Леон Кувата (яп. 桑田 怜恩, Кувата Реон)
Сейю: Сакурай Такахіро
Титул: «„Бейсболіст“ найвищого рівня старшої школи» (яп. 超高校級の「野球選手」, чьо:-ко:ко:-кю: но «Якю: Сеншю»)

Талановитий бейсболіст. Після вступу до академії Кібоґаміне вирішив покинути бейсбол, який йому не подобався, і стати панк-рок музикантом. Вбив Саяку після того, як та намагалася вбити його самого. Страчений на першому суді серією неперервних пострілів з машини для подавання бейсбольних м'ячів.
Чіхіро Фуджісакі (яп. 不二咲 千尋, Фуджісакі Чіхіро)
Сейю: Кокі Міята
Титул: «„Програміст“ найвищого рівня старшої школи» (яп. 超高校級の「プログラマー」, чьо:-ко:ко:-кю: но «Пуроґурама:»)

Попри те, що носить жіночий одяг і має жіночі риси, через комплекси щодо власної сили приховує, що насправді є хлопцем. Найнижчий серед учнів і має слабку статуру. Друга жертва, вбитий Мондо у той день, починаючи з якого хотів почати займатися спортом, щоб стати сильніше і не приховувати свою справжню особистість.
Мондо Овада (яп. 大和田 紋土, О:вада Мондо)
Сейю: Кадзуя Накай
Титул: «„Босодзоку“ найвищого рівня старшої школи» (яп. 超高校級の「暴走族」, чьо:-ко:ко:-кю: но «Бо:со:дзоку»)

Ватажок банди байкерів Crazy Diamond. Має характерну для японських байкерів та кримінальних елементів зачіску, часто поводиться грубо. Намагається завжди дотримуватися своїх «обіцянок чоловіка», які він інколи дає. Винив себе у смерті свого брата Дайї, попереднього лідера банди, і приховував обставини його смерті. Після суперечки з Кійотакою щодо того, хто з них сильніший, подружився з останнім. Вбив Чіхіро в пориві гніву, який виник через заздрість Овади до сили духу Фуджісаки, що проявилася у здатності Чіхіро розкрити Мондо свою незручну таємницю і прагнення стати сильнішим. Страчений на другому суді.
Кійотака Ішімару (яп. 石丸 清多夏, Ішімару Кійотака)
Сейю: Косуке Торіумі
Титул: «„Член дисциплінарного комітету“ найвищого рівня старшої школи» (яп. 超高校級の「風紀委員」, чьо:-ко:ко:-кю: но «Фу:кі і:н»)

Надзвичайно відповідальний та пунктуальний. Сильно здружився з Мондо. Після смерті останнього впав у депресію і ні з ким не розмовляв, проте після того, як Альтер Его прийняв форму Мондо і словами мотивації надихнув Кійотаку, той знову наповнився рішучістю. Третя жертва, вбитий Хіфумі.
Хіфумі Ямада (яп. 山田 一二三, Ямада Хіфумі)
Сейю: Каппей Ямаґучі
Титул: «„Доджін-автор“ найвищого рівня старшої школи» (яп. 超高校級の「同人作家」, чьо:-ко:ко:-кю: но «До:джінсакка»)

Автор доджінші еротичного характеру, фанат аніме та манґи. За його словами віддає перевагу лише 2D-жінкам. Повний. Сильно прив'язався до Альтер Его, через що мав суперництво з Кійотакою. Після того, як вбив Кійотаку і виконав свою частину плану, сам був зраджений і вбитий Селестією, ставши таким чином четвертою жертвою.
Селестія Люденберг (яп. セレスティア・ルーデンベルク, Сересутіа Ру:денберуку, англ. Celestia Ludenberg)
Сейю: Хекіру Шійна
Титул: «„Гравець“ найвищого рівня старшої школи» (яп. 超高校級の「ギャンブラー」, чьо:-ко:ко:-кю: но «Ґянбура:»)

Досвідчений гравець, відома як «Королева брехунів». Просить називати себе просто Селес (яп. セレス, Сересу). Виглядає в стилі готичної лоліти. Намагається приховувати свої емоції, хоча інколи сильно зривається. Має мрію жити в середньовічному замку в оточенні привабливих прислуг-чоловіків, задля здійснення якої брала участь у небезпечних підпільних азартних іграх. Маніпулювала Хіфумі, якого зрештою вбила, і намагалася підставити у вбивствах Хіфумі та Кійотаки Ясухіро. Страчена шляхом спалення на вогнищі на третьому суді. Насправді є японкою, її справжнє ім'я з'ясовується лише на суді — Таеко Ясухіро (яп. 安広 多恵子, Ясухіро Таеко).
Сакура Оґамі (яп. 大神 さくら, О:ґамі Сакура)
Сейю: Куджіра
Титул: «„Боєць“ найвищого рівня старшої школи» (яп. 超高校級の「格闘家」, чьо:-ко:ко:-кю: но «Какуто:ка»)

Надзвичайно сильна, постійно займається спортом, вживає протеїнові коктейлі. Її мета — стати найсильнішою людиною на планеті. За час перебування в школі сильно здружилася з Аой. Пізніше з'ясовується, що вона була таємним шпигуном Монокуми, оскільки той взяв у заручники її родину. Монокума поставив перед нею вимогу — якщо вона не вб'є одного з однокласників, то його заручник помре. Водночас бажаючи врятувати життя рідної людини та не вбивати своїх однокласників, Сакура вбиває себе і стає п'ятою жертвою.
Джюнко Еношіма (яп. 江ノ島 盾子, Еношіма Джюнко)
Сейю: Тойоґуті Меґумі
Титул: «„Ґяру“ найвищого рівня старшої школи» (яп. 超高校級の「ギャル」, чьо:-ко:ко:-кю: но «Ґяру») / «„Розпач“ найвищого рівня старшої школи» (яп. 超高校級の「絶望」, чьо:-ко:ко:-кю: но «Дзецубо:»)

Головна антагоністка. Надзвичайно вродлива, працювала певний час успішною моделлю для багатьох журналів. Разом зі своєю сестрою-близнючкою, Мукуро, стояла за проведенням смертельної гри. Керувала Монокумою віддалено. Під час основних подій гри вбиває свою сестру. Її настрій часто змінюється і їй, як вона сама заявляє, дуже швидко все набридає. Стратила сама себе після поразки на останньому суді.
Мукуро Ікусаба (яп. 戦刃 むくろ, Ікусаба Мукуро)
Титул: «„Військовослужбовець“ найвищого рівня старшої школи» (яп. 超高校級の「軍人」, чьо:-ко:ко:-кю: но «Ґунджін») / «„Розпач“ найвищого рівня старшої школи» (яп. 超高校級の「絶望」, чьо:-ко:ко:-кю: но «Дзецубо:»)

Сестра-близнючка Джюнко. У ранньому віці пішла з дому і згодом приєдналася до загону найманців «Фенрір». Пізніше отримання запрошення та навчалася в академії Кібоґаміне. Прикидалася Еношімою під час смертельної гри. Вбита своєю ж сестрою за порушення правила про напад на Монокуму після першого суду, що стало несподіванкою для самої Мукуро. У підлаштованій Монокумою справі її вбивства вона розглядається як шоста жертва на п'ятому суді.
Альтер Его (яп. アルターエゴ, Арута: Еґо, англ. Alter Ego)

Штучний інтелект, створений Чіхіро. Початково існував на знайденому у шкільній бібліотеці ноутбуці. Оригінальне його зображення нагадує Чіхіро, проте може приймати й інші форми. Завдяки йому вдалося знайти перші зачіпки стосовно передумов смертельної гри. Хоча учні намагалися приховувати від Монокуми існування Альтер Его, після суду щодо смерті Сакури за відсутності живого вбивці Монокума вирішує натомість знищити виявлений ним ноутбук з Альтер Его. Втім, пізніше під час страти Макото в останній момент з'являється Альтер Его і рятує хлопця.
Джін Кіріґірі (яп. 霧切 仁, Кіріґірі Джін)

Батько Кьоко Кіріґірі, шкільний директор. Розробив і втілив план безпечного утримання всередині школи обдарованих учнів, які повинні були стати новою надією людства. Вбитий Монокумою до початку основних подій гри.

## Історія створення
Danganronpa: Trigger Happy Havoc розроблена японською компанією Spike. Сценарій написаний Кадзутакою Кодакою, дизайн персонажів — Руй Комацудзакі. Початково гра розроблялася під іншою назвою — Distrust. Бета-версія сильно відрізнялася від фінальної гри — мала темнішу атмосферу, кривавіші страти, інший дизайн персонажів, червоний колір крові, систему «довіри / недовіри» (на противагу «надії / розпачу» у фінальній грі), відмінності в сюжеті та ігровій механіці, проте напевне відомо, що вона вже містила 15 персонажів, суди та страти.
Відеогра використовує спеціальну графічну техніку «2.5D Motion Graphics» (досл. укр. двох-з-половиною-вимірна графіка руху), за допомогою якої тривимірне середовище школи поєднується із двовимірними персонажами та зображеннями предметів. Гра використовує поп-арт-стилістику та яскравий дизайн, щоб протиставити їх жахливим подіям, що відбуваються з учнями. За словами Кодаки, він хотів, щоб у грі поєднувалися елементи розгадок таємниць, був простір для мислення та моменти, де потрібно діяти швидко як у шутерах, тому що це на його думку «неймовірно зла суміш, яку ніхто не створить». Ті хто зробили попереднє замовлення оригінальної версії для PlayStation Portable, отримали бонусний брелок для ключів із зображенням Монокуми, антагоніста гри. У серпні 2012 року відеогра була портована для iOS та Android і містила низку нових особливостей: нову галерею зображень, підтримку retina-дисплеїв та контролерів сенсорного екрана. Гра продається як главами, так і повністю.
27 квітня 2012 року для Android та 23 травня того ж року для iOS вийшли два додатки з міні-іграми — Danganronpa: Monokuma no Gyakushū (яп. ダンガンロンパ モノクマの逆襲, данґанромпа: монокума но ґякушю:) та Alter Ego (яп. アルターエゴ, Арута:еґо). У лютому 2014 року Danganronpa: Trigger Happy Havoc видана компанією NIS America для PlayStation Vita у Північній Америці та Європі. У лютому 2016 року відеогра стала доступна в Steam. У березні 2017 року збірка Danganronpa 1-2 Reload була видана для PlayStation 4 компанією NIS America у Північній Америці. 13 жовтня 2016 року для PlayStation VR за мотивами оригінальної гри з'явилася демоверсія гри у віртуальній реальності під назвою Cyber Danganronpa VR: The Class Trial.
У 2012 році оригінальна гра отримала продовження — сиквел Danganronpa 2: Goodbye Despair. У жовтні 2013 року у Японії (і у березні 2017 — у решті світу) обидві ці гри були видані для PlayStation Vita єдиною збіркою разом під назвою Danganronpa 1・2 Reload.

## Манґа
Манґа-адаптція відеогри Хаджіме Тої виходила на онлайн манґа-вебсайті Famitsu Comic Clear видавництва Kadokawa Shoten з 2010 до 2013 року.
За аніме-серіалом манґакою Такаші Цукімі була створена друга манґа-адаптація, яка виходила у журналі Shōnen Ace видавництва Kadokawa Shoten з травня 2013 до вересня 2014 року. Англійською мовою манґа публікувалася компанією Dark Horse Manga.

### Список томів
| № | Дата виходу    | ISBN                |
| - | -------------- | ------------------- |
| 1 | 22 червня 2013 | ISBN 978-4041207765 |
| 2 | 24 грудня 2013 | ISBN 978-4041209400 |
| 3 | 25 квітня 2014 | ISBN 978-4041210888 |
| 4 | 23 серпня 2014 | ISBN 978-4041020326 |

## Аніме

### Історія створення
Аніме-серіал під назвою «Danganronpa Kibō no Gakuen to Zetsubō no Kōkōsei The Animation» (яп. ダンガンロンパ 希望の学園と絶望の高校生 The Animation) на основі відеогри створений студією Lerche. Режисер — Сейджі Кіші, сценарист — Макото Уедзу, дизайн персонажів — Кадзуакі Моріта, музикальний супровід — Масафумі Такада. Загалом містить 13 серій, кожна тривалістю 24 хвилини. Серіал має три опенінги та два ендинги:
- Опенінги:
  - «Danganronpa» композитора Масафумі Такади[en];
  - «Never Say Never» гурту TKDz2b;
  - «Monokuma Ondo» (яп. モノクマおんど) у виконанні Сачіко Кабаяші feat. Монокума (Ояма Нобуйо[en]).
- Ендинги:
  - «Zetsubōsei: Hero Chiryōyaku» (яп. 絶望性：ヒーロー治療薬) у виконанні Судзуму feat. Сарару;
  - «Saisei -rebuild-» (яп. 再生 -rebuild-) співачки em:óu[en].

### Показ та продажі
Серіал транслювався в Японії з 5 липня до 27 вересня 2013 року в телевізійних мережах MBS, TBS, CBC TV, BS-TBS та AT-X.
У 2013—2014 роках в Японії компанією Geneon Universal серіал випущено на 7 Blu-ray-томах. Перший том вийшов 28 серпня 2013 року, останній том з'явився 26 лютого 2014 року. 3 червня 2016 року компанія NBCUniversal Entertainment Japan на Blu-ray-носіях випустила повне видання аніме-серіалу.
Компанія Funimation отримала ліцензію на дистрибуцію аніме у Північній Америці. За межами Японії серіал демонструвався в телевізійній мережі Animax Asia у країнах Південно-Східної Азії. Крім того, серіал доступний для перегляду онлайн в оригіналі та англійською мовою на вебплатформі Crunchyroll.

### Список серій
Список серій аніме відповідно до даних сайту cal.syoboi.jp:
| № | Назва серії | Дата виходу     |
| --- | --- | --------------- |
| 1 | Ласкаво просимо до академії розпачу «Yōkoso Zetsubō Gakuen» (ようこそ絶望学園) | 5 липня 2013    |
| Макото Наеґі виграє в лотереї право бути прийнятим до престижної академії Кібоґаміне. Втім, потрапивши всередину будівлі школи у головного героя з'являються значні сумніви у власній вдачі, — адже решту життя він повинен провести всередині стін старшої школи, а єдиний спосіб вибратися — вбити когось зі своїх однокласників.                                                                            | |                 |
| 2 | Жити та вбивати: (Не)звичайна частина «Ikikiru: (Hi-)Nichijō-hen» (イキキル (非)日常編) | 12 липня 2013   |
| З'являється перша жертва смертельно гри — Саяку Майдзоно знаходять мертвою у номері Макото й усі підозри падають на протагоніста. Щоб довести свою невинність і знайти вбивцю своєї подруги, головний герой береться за власне розслідування інциденту. | |                 |
| 3 | Жити та вбивати: Незвичайна частина «Ikikiru: Hinichijō-hen» (イキキル 非日常編) | 19 липня 2013   |
| Відбувається перший суд, на якому з'ясовується особистість справжнього вбивці Саяки. Монокума страчує Леона. | |                 |
| 4 | Щотижневий шьонен-журнал розпачу: (Не)звичайна частина «Shūkan Shōnen Zetsubō Magajin: (Hi-)Nichijō-hen» (週刊少年ゼツボウマガジン(非)日常編) | 26 липня 2013   |
| Після суду стає доступною для відвідування частина другого поверху школи, на якому розташовані басейн та роздягальні. Через декілька днів Монокума дає учням новий мотив для вбивства — якщо протягом 24 годин хтось не буде вбитий, він публічно розкриє найпотаємніший секрет кожного з однокласників. Але секретам не судилося бути розкритими — у роздягальні на другому поверсі вбивають Чіхіро.          | |                 |
| 5 | Щотижневий шьонен-журнал розпачу: Незвичайна частина «Shūkan Shōnen Zetsubō Magajin: Hinichijō-hen» (週刊少年ゼツボウマガジン 非日常編) | 2 серпня 2013   |
| Починається другий суд. Бякуя намагається змусити інших думати, що до вбивства безпосередньо причетний сумнозвісний серійний вбивця Геноцидер Шьо, і приводить їх до викриття таємниці Токо, другою прихованою особистістю якої і є цей вбивця. Втім, згодом підозри падають на самого Бякую. Коли ж у словах Мондо однокласники знаходять суперечність, стає відомим істинний вбивця. Монокума страчує Мондо. | |                 |
| 6 | Повернення легенди галактики нового століття! Броньований герою, встань на землю! (Не)звичайна частина «Shinseiki Ginga Densetsu Futatabi! Sōkō Yūsha yo Daichi ni Tate!: (Hi-)Nichijō-hen» (新世紀銀河伝説再び！装甲勇者よ大地に立て！ (非)日常編) | 9 серпня 2013   |
| Аой знаходить Альтер Его, штучний інтелект, розроблений Чіхіро. До нового друга у свій спосіб прив'язуються Хіфумі та Кійотака, а згодом Альтер Его взагалі зникає. На наступний після зникнення ранок відбувається низка ще дивніших подій. Невідома особа в костюмі робота начебто атакує Селестію і вбиває Хіфумі та Кійотаку.                                                                              | |                 |
| 7 | Повернення легенди галактики нового століття! Броньований герою, встань на землю! Незвичайна частина «Shinseiki Ginga Densetsu Futatabi! Sōkō Yūsha yo Daichi ni Tate!: Hinichijō-hen» (新世紀銀河伝説再び！装甲勇者よ大地に立て！ 非日常編) | 16 серпня 2013  |
| Відбувається третій суд, на якому викривають вбивцю цієї справи — Селестію. Монокума страчує винну. | |                 |
| 8 | All All Apologies: (Не)звичайна частина «Ōru Ōru Aporojīzu: (Hi-)Nichijō-hen» (オール・オール・アポロジーズ (非)日常編) | 23 серпня 2013  |
| Монокума оголошує про те, що Сакура є його таємним шпигуном серед учнів. Згодом Сакуру знаходять мертвою в кімнаті відпочинку. | |                 |
| 9 | All All Apologies II «Ōru Ōru Aporojīzu II» (オール・オール・アポロジーズ II) | 30 серпня 2013  |
| Четвертий суд. Попри те, що підозрюваний неодноразово змінюється (Ясухіро, Токо, Аой), справжнім вбивцею у справі Сакури виявляється вона сама. Незадоволений відсутністю живого вбивці, Монокума знищує виявлений ним ноутбук з Альтер Его. | |                 |
| 10 | Безнадійна шкідлива їжа, що мчиться крізь молодість: (Не)звичайна частина «Shissō suru Seishun no Zetsubō Janku Fūdo: (Hi-)Nichijō-hen» (疾走する青春の絶望ジャンクフード (非)日常編) | 6 вересня 2013  |
| Монокума розлючений тим, що Кьоко викрадає щось дуже важливе для нього. Згодом Бякуя, Аой, Токо та Ясухіро займаються розбиранням невідомим чином виведеного з ладу одного з Монокума-роботів, після чого однокласники виявляють у саду труп невідомої учениці. | |                 |
| 11 | Безнадійна шкідлива їжа, що мчиться крізь молодість: Незвичайна частина «Shissō suru Seishun no Zetsubō Janku Fūdo: Hinichijō-hen» (疾走する青春の絶望ジャンクフード 非日常編) | 13 вересня 2013 |
| Проходить п'ятий суд, на якому Монокума намагається підставити Кьоко у вбивстві. Макото вирішує захищати Кіріґірі, за що сам визнається винним у вбивстві Мукуро Ікусаби і відправляється на страту, проте в останній його рятує Альтер Его, що до власного знищення встиг проникнути до шкільної мережі. | |                 |
| 12 | Причина чому надзвичайна старшокласна невдача притягла надзвичайне старшокласне вбивство, надзвичайна старшокласна страта та надзвичайний старшокласний розпач «Chō-kōkō-kyū no Fuun ga Chō-kōkō-kyū no Satsujin to Chō kōkō-kyū no Shokei to Chō kōkō-kyū no Zetsubō o Hikiyoseta Riyū» (超高校級の不運が超高校級の殺人と超高校級の処刑と超高校級の絶望を引き寄せた理由) | 20 вересня 2013 |
| Монокума дає учням час підготуватися до останньої справи, на якій ті повинні розгадати всі загадки довкола школи та їх самих. | |                 |
| 13 | До побачення, академіє розпачу «Sayonara, Zetsubō Gakuen» (さよなら絶望学園) | 27 вересня 2013 |
| Відбувається останній, шостий суд, на якому однокласники розгадують останні загадки й з'ясовують особистість свого ув'язнювача. Джюнко визнає свою поразку і страчує себе, а уцілілі учні (Макото, Кьоко, Бякуя, Токо, Аой та Ясухіро) покидають академію. | |                 |

### Саундтрек аніме
Саундтрек аніме-серіалу виданий в Японії 28 серпня 2013 року компанією Geneon Universal на двох CD-носіях під назвою «„Danganronpa The Animation“ Original Soundtrack» (яп. 「ダンガンロンパ THE ANIMATION」オリジナルサウンドトラック).
Автор музики Масафумі Такада. 
| Диск 1 | Диск 1                                                                                              | Диск 1     |
| #      | Назва                                                                                               | Тривалість |
| ------ | --------------------------------------------------------------------------------------------------- | ---------- |
| 1.     | «DANGANRONPA The Animation»                                                                         |            |
| 2.     | «High Speed Butsuri Action» (ハイスピード物理アクション)                                            |            |
| 3.     | «Momomomonokuma The Animation» (モモモモノクマ The Animation)                                       |            |
| 4.     | «Oshioki Rocket» (おしおきロケット)                                                                 |            |
| 5.     | «Chimidoro Fever» (チミドロフィーバー)                                                              |            |
| 6.     | «Beautiful Days The Animation»                                                                      |            |
| 7.     | «Monokuma-sensei no Jugyou» (モノクマ先生の授業)                                                    |            |
| 8.     | «Laundry de Rendezvous» (ランドリーでランデヴー)                                                    |            |
| 9.     | «HOTEL Kibougamine» (HOTEL希望ヶ峰)                                                                 |            |
| 10.    | «Kibouteki Kansoku 78 Seiun» (希望的観測78星雲)                                                     |            |
| 11.    | «Zetsubou EDEN» (絶望EDEN)                                                                          |            |
| 12.    | «Beautifl Dead The Animation»                                                                       |            |
| 13.    | «Nichijou no Seishi-suru Hi» (日常の静止する日)                                                     |            |
| 14.    | «Kokoro no Riron» (ココロノリロン)                                                                  |            |
| 15.    | «BOX 15 The Animation»                                                                              |            |
| 16.    | «Ikikiru The Animation» (イキキル The Animation)                                                    |            |
| 17.    | «Monokuma kara no Douki X» (モノクマからの動機X)                                                    |            |
| 18.    | «Yonimo Zetsubou na Monogatari» (世にも絶望な物語)                                                  |            |
| 19.    | «Electric Boy Meets Metal Girl» (エレキボーイ・ミーツ・メタルガール)                                |            |
| 20.    | «Zetsubou Shoukougun The Animation» (絶望症候群 The Animation)                                      |            |
| 21.    | «DISTRUCT The Animation»                                                                            |            |
| 22.    | «Versailles-san Hiaburi Majogarijitate» (べルサイユ産火あぶり魔女狩り仕立て)                        |            |
| 23.    | «Youkoso Zetsubou Gakuen The Animation» (ようこそ絶望学園 The Animation)                            |            |
| 24.    | «Negaigoto Ensemble The Animation» (ネガイゴトアンサンブル The Animation/舞園さやか(cv.大本眞基子)) |            |

| Диск 2 | Диск 2                                                                                                | Диск 2     |
| #      | Назва                                                                                                 | Тривалість |
| ------ | --- | ---------- |
| 1.     | «Never Say Never The Animation»                                                                       |            |
| 2.     | «I Want Tune»                                                                                         |            |
| 3.     | «Choukoukoukyuu to Hito wa Yobu!» (超高校級と人は呼ぶ!)                                               |            |
| 4.     | «Hirameki Anagram The Animation» (閃きアナグラム The Animation)                                       |            |
| 5.     | «SUPER M.T.B. The Animation»                                                                          |            |
| 6.     | «SUPER FINAL M.T.B. The Animation»                                                                    |            |
| 7.     | «All All Apologies The Animation» (オール・オール・アポロジーズ The Animation)                        |            |
| 8.     | «YOU GREAT GUITAR (Yuugure to Guitar)» (YOU GREAT GUITAR(夕暮れとギター))                             |            |
| 9.     | «Dangan in the Dark»                                                                                  |            |
| 10.    | «Houkago Daisakusen» (放課後大作戦)                                                                   |            |
| 11.    | «Old Comic Situation» (オールド・コミック・シチュエーション)                                          |            |
| 12.    | «Koroshiai Tokku» (コロシアイ特区)                                                                    |            |
| 13.    | «Kouron One Inch Punch» (口論・ワン・インチ・パンチ)                                                  |            |
| 14.    | «Shokei ni Negai wo The Animation» (処刑に願いを The Animation)                                       |            |
| 15.    | «Gakkyuu Saiban Reimei-hen The Animation» (学級裁判黎明編 The Animation)                              |            |
| 16.    | «Giron -BREAK- The Animation» (議論 — BREAK)                                                          |            |
| 17.    | «Gakkyuu Saiban Ransei-hen The Animation» (学級裁判乱世編 The Animation)                              |            |
| 18.    | «Giron -HEAT UP- The Animation» (議論 — HEAT_UP)                                                      |            |
| 19.    | «Gakkyuu Saiban Taiyou-hen The Animation» (学級裁判太陽編 The Animation)                              |            |
| 20.    | «Hoshuu for Fuun» (補習 for 不運)                                                                     |            |
| 21.    | «Zetsubou Syndrome The Animation» (ゼツボウシンドローム The Animation)                                |            |
| 22.    | «BOX 16 The Animation»                                                                                |            |
| 23.    | «Choukoukoukyuu no Zetsubouteki Oshioki» (超高校級の絶望的おしおき)                                   |            |
| 24.    | «New World Order The Animation» (ニュー・ワールド・オーダー The Animation)                            |            |
| 25.    | «Sayonara Zetsubou Gakuen The Animation» (さよなら絶望学園 The Animation)                             |            |
| 26.    | «Zetsubousei: Hero Chiryouyaku The Animation» (絶望性:ヒーロー治療薬 The Animation/スズムfeat.そらる) |            |
| 27.    | «Monokuma Ondo The Animation» (モノクマおんど The Animation/小林幸子 feat.モノクマ(cv.大山のぶ代))    |            |

## Саундтрек відеогри
Оригінальний саундтрек відеогри виданий в Японії 14 лютого 2011 року компанією Sound Prestige Records на двох CD-носіях під назвою «Danganronpa Original Soundtrack» (яп. ダンガンロンパ オリジナルサウンドトラック).
Автор музики Масафумі Такада. 
| Диск 1 | Диск 1                                                                         | Диск 1     |
| #      | Назва                                                                          | Тривалість |
| ------ | ------------------------------------------------------------------------------ | ---------- |
| 1.     | «DANGANRONPA»                                                                  |            |
| 2.     | «Dangan Ronpa!» (だんがんろんぱ!)                                              |            |
| 3.     | «Oshioki Rocket» (おしおきロケット)                                            |            |
| 4.     | «Beautiful Days»                                                               |            |
| 5.     | «Beautiful Dead»                                                               |            |
| 6.     | «Gakyuu Saiban Reimei-hen» (学級裁判黎明編)                                    |            |
| 7.     | «Monokuma-sensei no Kagai Jugyou» (モノクマ先生の課外授業)                     |            |
| 8.     | «BOX 15»                                                                       |            |
| 9.     | «Shissou-suru Seishun no Junk Food» (疾走する青春のジャンクフード)             |            |
| 10.    | «DISTRUST»                                                                     |            |
| 11.    | «Senbon Knocks» (千本ノック)                                                   |            |
| 12.    | «Shokei ni Negai wo…» (処刑に願いを…)                                          |            |
| 13.    | «Ikikiru» (イキキル)                                                           |            |
| 14.    | «Motorcycle Death Cage» (猛太亜最苦婁弟酢華恵慈)                               |            |
| 15.    | «Kaitei Underground» (開廷アンダーグラウンド)                                  |            |
| 16.    | «M.T.B.»                                                                       |            |
| 17.    | «Giron -BREAK-» (議論 -BREAK-)                                                 |            |
| 18.    | «Zetsubou Osen Noise Music» (絶望汚染ノイズミュージック)                       |            |
| 19.    | «Zetsubou Shoukougun» (絶望症候群)                                             |            |
| 20.    | «Versailles-san Hiaburi Majogari Shitate» (ベルサイユ産火あぶり魔女狩り仕立て) |            |
| 21.    | «Shuukan Shounen Zetsubou Magazine» (週刊少年ゼツボウマガジン)                 |            |
| 22.    | «SUPER M.T.B.»                                                                 |            |
| 23.    | «Youkoso Zetsubou Gakuen» (ようこそ絶望学園)                                   |            |
| 24.    | «Shovel no Tatsujin» (ショベルの達人)                                          |            |
| 25.    | «Hoshuu for Fuuun» (補習 for 不運)                                             |            |
| 26.    | «Beautiful Morning»                                                            |            |
| 27.    | «Climax Suiri» (クライマックス推理)                                            |            |

| Диск 2 | Диск 2                                                              | Диск 2     |
| #      | Назва                                                               | Тривалість |
| ------ | ------------------------------------------------------------------- | ---------- |
| 1.     | «DANGANRONPA(DR Version)»                                           |            |
| 2.     | «Momomomonokuma!» (モモモモノクマ!)                                 |            |
| 3.     | «Monokuma-sensei no Jugyou» (モノクマ先生の授業)                    |            |
| 4.     | «Zetsubou Syndrome» (ゼツボウシンドローム)                          |            |
| 5.     | «SUPER FINAL M.T.B.»                                                |            |
| 6.     | «BOX 16»                                                            |            |
| 7.     | «Giron -MIX- (EDGE Version)» (議論 -MIX-(EDGE Version))             |            |
| 8.     | «Gakkyuu Saiban Ransei-hen» (学級裁判乱世編)                        |            |
| 9.     | «Gakkyuu Saiban Taiyou-hen» (学級裁判太陽編)                        |            |
| 10.    | «Giron -HEAT UP-» (議論 -HEAT UP-)                                  |            |
| 11.    | «Hirameki Anagram» (閃きアナグラム)                                 |            |
| 12.    | «Giron -HOPE VS DESPAIR-» (議論 -HOPE VS DESPAIR-)                  |            |
| 13.    | «Hoshuu for Mysterious» (補習 for ミステリアス)                     |            |
| 14.    | «All All Apologies» (オール・オール・アポロジーズ)                  |            |
| 15.    | «Choukoukoukyuu no Zetsubouteki Oshioki» (超高校級の絶望的おしおき) |            |
| 16.    | «Climax Saigen» (クライマックス再現)                                |            |
| 17.    | «New World Order» (ニュー・ワールド・オーダー)                      |            |
| 18.    | «Sayonara Zetsubou Gakuen» (さよなら絶望学園)                       |            |
| 19.    | «Saisei -rebuild-» (再生-rebuild- (緒方恵美))                       |            |
| 20.    | «Prologue — Credits» (プロローグ・クレジット)                       |            |
| 21.    | «Chapter 1» (チャプター1)                                           |            |
| 22.    | «Chapter 2» (チャプター2)                                           |            |
| 23.    | «Chapter 3» (チャプター3)                                           |            |
| 24.    | «Chapter 4» (チャプター4)                                           |            |
| 25.    | «Chapter 5» (チャプター5)                                           |            |
| 26.    | «Chapter 6» (チャプター6)                                           |            |
| 27.    | «Anata to Watashi no Tsuushinbo» (あなたと私の通信簿)               |            |
| 28.    | «Kotodama Get» (コトダマゲット)                                     |            |
| 29.    | «Present Get» (プレゼントゲット)                                    |            |
| 30.    | «Rare Present Get» (レアプレゼントゲット)                           |            |
| 31.    | «Mono-Mono Machine!» (モノモノマシーン!)                            |            |
| 32.    | «Kidou — Denshi Seito Techou» (起動・電子生徒手帳)                  |            |
| 33.    | «Ano Hito wa Mita!» (あの人は見た!)                                 |            |
| 34.    | «Radio Taisou Ansatsuken» (ラジオ体操暗殺拳)                        |            |
| 35.    | «Phase Results» (フェイズリザルト)                                  |            |
| 36.    | «Chapter Results» (チャプターリザルト)                              |            |

## Сприйняття

### Відеогра
| Агрегатор  | Оцінка                    |
| ---------- | ------------------------- |
| Metacritic | (PC) 82/100 (VITA) 80/100 |

| Видання                   | Оцінка |
| ------------------------- | ------ |
| Destructoid               | 8.5/10 |
| Electronic Gaming Monthly | 9/10   |
| Eurogamer                 | (США)  |
| Famitsu                   | 36/40  |
| Game Informer             | 8.5/10 |
| GameSpot                  | 8/10   |
| GamesRadar+               | [ 57 ] |
| Giant Bomb                | [ 58 ] |
| IGN                       | 8.5/10 |
| Play                      | 85 %   |
| Polygon                   | 8/10   |

#### Продажі
За свій перший тиждень після виходу в Японії відеогра «Danganronpa: Trigger Happy Havoc» була продана в кількості 25 564 копій, посівши 8-е місце у тижневому рейтингу продаж відеоігор. Після трьох місяців продаж кількість проданих копій вже становила понад 85 000, що на думку головного виконавчого директора компанії-розробника Spike, Міцутоші Сакурай, однозначно свідчить про успіх їхнього продукту. Загальні продажі в Японії на PSP склали 258 250 копій, що робить її найпродаванішою грою в серії. Danganronpa 1・2 Reload для PlayStation Vita у свій перший тиждень після виходу в Японії була продана у кількості 76 172 копій, ставши п'ятою найпродаванішою відеогрою того тижня. Загалом у Японії було продано 187 202 копії Danganronpa 1・2 Reload (177 149 копій — PS Vita і 10 053 копії — PS4).
У США та Європі до 29 квітня 2015 року Danganronpa: Trigger Happy Havoc та Danganronpa 2 разом були продані у кількості понад 200 000 копій, що за словами головного виконавчого директора компанії NIS America, Такуро Ямашіти, було разючим результатом, оскільки ці відеоігри були ексклюзивами для PS Vita. Станом на липень 2018 року реліз гри для Steam налічував приблизно 234 000 гравців.

#### Відгуки
Після виходу Danganronpa: Trigger Happy Havoc отримала здебільшого позитивні відгуки ігрових критиків як у Японії, так і в Північній Америці. На вебсайті-агрегаторі Metacritic середня оцінка оглядів складає 82/100 для ПК-версії (на основі 10 оглядів) та 80/100 для PlayStation Vita (на основі 55 оглядів).
Японський журнал про відеоігри Famitsu поставив оригінальному виданню для PSP сумарну оцінку 36 із 40 на основі оцінок чотирьох оглядачів (10/9/8/9). Рецензент сайту IGN оцінив відеогру на 8,5/10, похваливши її сюжет та персонажів і підмітивши схожість розслідування та судових процесів із відеогрою Phoenix Wright: Ace Attorney. Оглядач сайту Kotaku вказав на схожість деяких елементів відеогри з фільмами «Clue», «Королівська битва», відеоіграми Persona, Zero Escape та Phoenix Wright: Ace Attorney, відзначив цікаві повороти сюжету та персонажів, проте як недоліки наводить деякі сюжетні рішення та «досить безтолкові» міні-ігри під час суду.
У 2014 році журналом GameFan Danganronpa: Trigger Happy Havoc і Danganronpa 2: Goodbye Despair були названі найкращими пригодницькими іграми та найкращими іграми року. У 2017 році Danganronpa: Trigger Happy Havoc посіла четверте місце в рейтингу найкращих пригодницьких ігор всіх часів за версією читачів журналу Famitsu.

### Аніме
В енциклопедії The Anime Encyclopedia аніме-серіал критикується за те, що серіал демонструє глядачу зачіпки лише після того, як їх знаходять за кадром, і що аніме більше розповідає, ніж показує.